# Roberto Guillermo Beazley
Roberto Guillermo Beazley fue un marino estadounidense que participó de la guerra del Brasil y de las guerras civiles argentinas.

## Biografía
Roberto Guillermo Beazley Brandon nació en Estados Unidos alrededor de 1790. Llegó al Río de la Plata durante la guerra del Brasil y por una antigua amistad con el comandante de la escuadra argentina Guillermo Brown incorporado con el rango de teniente de ejército al servicio de la marina.
Se incorporó a la escuadra como comandante del bergantín República Argentina.
Tomó parte del combate de Punta Colares del 9 de febrero de 1826.
Tras el combate, Brown criticó duramente el desempeño de los comandantes de su escuadra Beazley, Warnes, Mason y Azopardo, por considerar que habían permanecido voluntariamente lejos de la acción y que su conducta había impedido una decidida victoria.

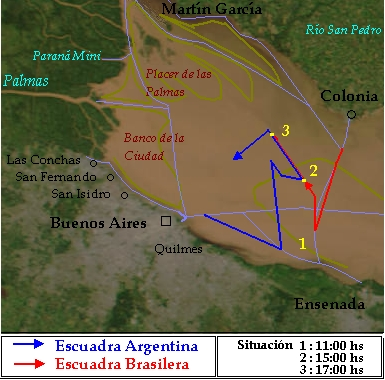
Combate de Punta Colares.

La reacción al poco meditado informe de Brown fue inmediata y los involucrados fueron relevados y sujetos a consejo de guerra que se reunió el 16 de agosto de 1826. En diciembre el tribunal libró a los cuatro capitanes de culpa, considerando que habían actuado apropiadamente, que su demora en entrar en combate había sido producto de la mayor velocidad de la nave insignia y de la falta o insuficiencia de señales e instrucciones y que una vez empeñado lo habían sostenido como demostraban sus bajas y los daños sufridos.
El 20 de diciembre el presidente Bernardino Rivadavia resolvió sobreseer y archivar la escuadra pero el 23 el gobierno ordenó que se le retirasen los despachos de teniente y se le dio de baja.
Poco tiempo después pasó al mando de la goleta corsario General Mansilla con la que actuó en diversos encuentros y efectuó un crucero por la costa del Brasil en el que logró capturar 6 presas, regresando a puerto el 26 de febrero de 1827.
En marzo fletó el bergantín Presidente obtuniendo patente de corso para el mismo y para la goleta, con los que capturó varias presas.
En 1828 al mando del Presidente efectuó un nuevo crucero en el que llegó a capturar 33 presas en las costas de Brasil muchas de las cuales se incendiaron. Fue tomado prisionero y detenido en San Bartolomé.
Durante el gobierno de Juan Manuel de Rosas fue perseguido y debió exiliarse en el Uruguay. Durante la Campaña naval de 1841 (Guerra Grande) formó parte de la escuadra de Fructuoso Rivera comandada por John Halstead Coe al mando del bergantín Pereira, con el que intervino en el combate del 24 de mayo de 1841 frente a Montevideo
También participó del combate de Santa Lucía del 3 de agosto y comandando la barca Cagancha el 9 de diciembre  enfrentó a las naves de Brown cuando en el curso del enfrentamiento entre ambas escuadras fue cortada por la porteña del resto de su flota e intentó huir de la acción. Acosada por las naves de Brown, el Cagancha finalmente se rindió y fue conducido a remolque a Buenos Aires, mientras que Beazley y sus hombres fueron conducidos a la prisión del Cabido el 11 de diciembre de 1841.
Finalmente, Beazley emigró al Brasil, donde murió. Estaba casado con María Antonia Oyuela Negrón, hija de Fernando Oyuela y María Antonia Negrón Torre, con quien tuvo un hijo, Francisco Beazley Oyuela. Su nieto fue el doctor Francisco Julián Beazley Lynch (1864 - †1924), político conservador con una destacada actuación durante la segunda presidencia del general Julio Argentino Roca.
Una calle de la ciudad y una estación de ferrocarril llevan su nombre.